# Anastatus rutilus
Anastatus rutilus är en stekelart som först beskrevs av Nikol'skaya 1952.  Anastatus rutilus ingår i släktet Anastatus och familjen hoppglanssteklar. Inga underarter finns listade i Catalogue of Life.